# RIDER CHIPS
RIDER CHIPS（ライダーチップス）は日本のバンド。

## 概要
2000年に仮面ライダー生誕30周年を記念して結成された。バンド名はカルビーのカード付き菓子「ライダーチップス」から。唯一無二の仮面ライダーオフィシャルバンドである。
結成からしばらくは専任のボーカルをたてず、各楽曲やライブごとにフィーチャリングヴォーカリストを迎えることを特徴としていた。2005年よりボーカルとしてRickyを迎え、活動を行っている。
同バンドのファンの呼称について、Rickyが「チップスター」と名付けている。

## メンバー
- 野村義男（ギター）
- 寺沢功一（ベース）
- JOE（ドラムス） - 2023年10月より非常勤参加。
- Ricky（ボーカル） - 2005年11月より正式参加。

### サポート
- 渡部チェル（キーボード、アレンジャー）
- JOE（ドラムス）

### フィーチャリングヴォーカリスト
- 藤岡弘、
- ROLLY
- 橋本仁
- 水木一郎
- 堀江美都子

- 宮内洋
- 田中昌之
- 寺田恵子
- DIAMOND☆YUKAI
- m.c.A・T

- 加藤夏希
- 大槻ケンヂ（特撮・筋肉少女帯）
- 石原慎一
- 松本梨香
- 佐藤祐基

## ディスコグラフィ

### CDシングル
| 題名                                                             | B/W・C/W                                                                                              | 発売年                                     | レーベル           | 備考                                                                                              |
| Power Child（Featuring ROLLY）                                   | レッツゴー!!ライダーキック〜2000 Ver〜（Featuring 藤岡弘） 君と共にライダーはいる（Featuring 藤岡弘） | 2000年12月1日                              | 日本コロムビア     |                                                                                                   |
| DEEP BREATH（Featuring ROLLY）                                   | Sitting On The Dynamite（Featuring 橋本仁） Touch（Featuring ROLLY + 橋本仁）                         | 2001年8月18日                              | 日本コロムビア     | 『仮面ライダーアギト』3rdエンディングテーマ                                                       |
| 果てしない炎の中へ（Featuring 寺田恵子）                         | 限定盤：Fire Bird（Featuring 寺田恵子） 通常版：Gravitation（Featuring 寺田恵子）                     | 限定盤：2002年6月18日 通常盤：2002年8月7日 | avex mode          | 『仮面ライダー龍騎』2ndエンディングテーマ 限定盤はセブン-イレブンのみの取り扱い                   |
| We gotta fight（Featuring DIAMOND☆YUKAI）                        | Hard knock life（Featuring DIAMOND☆YUKAI）                                                            | 2003年1月29日                              | avex mode          | 仮面ライダーBE@RBRICK CD                                                                          |
| The people with no name（Featuring m.c.A・T）                    | All eyez on me（Featuring 加藤夏希）                                                                  | 2003年7月24日                              | avex mode          | 『仮面ライダー555』2ndエンディングテーマ                                                          |
| The people with no name 〜Rap #1 version〜（Featuring m.c.A・T） | 鞄（Featuring 大槻ケンヂ）                                                                            | 2003年8月29日                              | avex mode          |                                                                                                   |
| 仮面ライダーのうた（Featuring m.c.A・T）                         | The Last Card（Featuring m.c.A・T）                                                                   | 2004年2月18日                              | avex mode          | 『仮面ライダー』エンディングテーマのカバー                                                        |
| ELEMENTS（Featuring Ricky）                                      | 熱風Rider（Featuring Ricky）                                                                          | 2004年9月29日                              | avex mode          | 『仮面ライダー剣』後期オープニングテーマ、東映配給映画『劇場版 仮面ライダー剣 MISSING ACE』主題歌 |
| FULL FORCE                                                       | Bang!Bang!Revolution                                                                                  | 2006年4月5日                               | avex mode          | 『仮面ライダーカブト』エンディングテーマ                                                          |
| LORD OF THE SPEED（Featuring 加賀美新（佐藤祐基））              | LORD OF THE SPEED Remix.ver（Featuring 加賀美新（佐藤祐基））                                         | 2006年11月1日                              | avex mode          | 『仮面ライダーカブト』2ndエンディングテーマ                                                       |
| 孤独をふみつぶせ                                                 | 花唄                                                                                                  | 2008年8月1日                               | ライチプLABEL      |                                                                                                   |
| Ride a firstway                                                  | Dreamer                                                                                               | 2009年9月16日                              | avex mode          | 京楽産業.『CRぱちんこ仮面ライダーMAX Edition』CMソング                                            |
| Blessed wind                                                     | Strength of the Earth                                                                                 | 2012年11月21日                             | avex entertainment | 『仮面ライダーウィザード』エンディングテーマ                                                      |
| BEASTBITE                                                        | Perfect Game（C&G MUSIC MAGIC） Perfect Game（RIDER CHIPS)                                            | 2013年2月27日                              | avex entertainment | 『仮面ライダーウィザード』エンディングテーマ                                                      |
| The Finale Of The Finale                                         | The Finale Of The Finale feat.Yoshio Nomura Guitar with orchestra                                     | 2013年8月7日                               | avex entertainment | 東映配給映画『劇場版 仮面ライダーウィザード in Magic Land』主題歌                                 |
| ROCK VIBRATION                                                   | Shiny days 戦え!仮面ライダーV3（ボーナストラック）                                                    | 2013年11月21日                             | avex entertainment | KYORAKU『ぱちんこ 仮面ライダーV3』使用曲                                                          |

### CDアルバム
1. おとな買い（2005年3月16日）
2. まじめまして。（2006年1月25日）
3. これでよろしかったでしょうか。（2009年11月11日）
4. オドレナリン（2011年11月22日）
5. KAMEN RIDER Anniversary Collaboration Project 改造〜Covers〜（2015年9月9日）
6. フィーバー!!（2018年7月7日）

### DVD
1. おとなかい? TOUR2005（2006年6月21日）
2. この前のライブ（2010年10月10日）- 2009年2月20日 LIQUIDROOMで開催されたライブを収録

### その他
- Flashback（RIDER CHIPS version）
  - RIDER CHIPS Featuring Ricky

『Flashback』（Rin' Feat. m.c.A・T、AVCA-22358、2005年8月31日）に別バージョンとして収録する形でリリース。
- CRぱちんこ仮面ライダーMAX EDITION
  - レッツゴー!!ライダーキック
  - ライダーアクション
  - 戦え!仮面ライダーV3
  - セタップ!仮面ライダーX
  - アマゾンライダーここにあり
  - 仮面ライダーストロンガーのうた
- Masked Rider series Theme song Re-Product CD SONG ATTACK First featuring KUUGA KIVA RYUKI
  - 仮面ライダークウガ! Ver.RIDER CHIPS
  - Break the Chain Ver.RIDER CHIPS
  - Alive A life Ver.RIDER CHIPS
- Masked Rider series Theme song Re-Product CD SONG ATTACK RIDE Second featuring BLADE 555 AGITΩ
  - Round ZERO〜BLADE BRAVE Ver.RIDER CHIPS
  - Justiφ's Ver.RIDER CHIPS
  - 仮面ライダーAGITO Ver.RIDER CHIPS
- Masked Rider series Theme song Re-Product CD SONG ATTACK Third featuring DEN-O KABUTO HIBIKI
  - NEXT LEVEL Ver.RIDER CHIPS
  - Climax Jump Ver.RIDER CHIPS
  - 少年よ Ver.RIDER CHIPS
- 年中無休戦士
DVD『スーパーヒーローミュージックスタジオ』エンディングテーマ
- ぱちんこ 仮面ライダーV3（配信限定）
  - 限界フェイク
  - WE ARE THE HERO〜熱い想い〜
- ぱちんこ 仮面ライダーフルスロットル（配信限定）
  - 未体験ZONE
  - CHANGE MY DESTINY
  - GO FOR IT!!
  - MAKE A RAVE〜未来への衝動〜
  - 仮面ライダーBLACK〜RIDER CHIPS ver.〜
  - 戦え!七人ライダー〜RIDER CHIPS ver.〜
- レッツゴー！！ライダーキック -2016 movie ver.
仮面ライダー45周年記念映画『仮面ライダー1号』主題歌
- ぱちスロ 仮面ライダーBLACK（配信限定）
  - 黒キ闇ニ煜ル希望
- Law of the Victory
『仮面ライダービルド』挿入歌
- 平成仮面ライダー20作記念ベスト（2019年5月1日）
  - 「仮面ライダークウガ！」RIDER CHIPS feat. 田中昌之
  - 「EXCITE (平成ベスト RIDER CHIPS ver.)」
- Next New Wφrld
『仮面ライダージオウ』挿入歌
- 仮面ライダー50th Anniversary SONG BEST BOX（2022年6月22日）
  - 「Be The One（50th Anniversary COVER Ver.)」
- What's your FIRE（2024年1月14日）
『仮面ライダーガッチャード』挿入歌

## 出演

### 映画
- 劇場版 仮面ライダーアギト PROJECT G4 ※声優として
- 劇場版 仮面ライダー剣 MISSING ACE ※俳優として特別出演

### 広告
- バンダイ
  - 仮面ライダー×ZINVOコラボレーション腕時計（2019年5月） - 着用モデル（野村）[1]
  - 仮面ライダー『大人カッコいいシリーズ』
    - 腕時計（2021年7月19日 - ） - 着用モデル（野村、寺沢、JOE、Ricky）[2]
    - アクセサリーシリーズ（2021年7月26日 - ） - 着用モデル（野村、寺沢、JOE、Ricky）[3]